# Heerenwalster Polder
De particuliere Heerenwalster Polder, ook Polder achter de Heerenwal, de Nijehasker Polder of de Schansterpolder genoemd, was een polder in de Nederlandse gemeente Haskerland nabij Nijehaske. De polder was een door de ingelanden opgericht bestuursorgaan van 1797 tot ca. 1961. 
De grondeigenaren besloten tot reglementeren van een polderbestuur in 1797 en sloten daartoe een contract. De polder had een omvang van ongeveer 40 hectare. Tussen 1812 en 1857 werd de polder onderhoudsplichtig voor de Jousterweg. Die plicht werd afgekocht. De polder bezat een molen, die in 1854 werd vernieuwd en in 1940 werd vervangen door een windmotor. In 1961 ging kwam de bemaling door ruilverkaveling terecht bij de veenpolder De Groote Sint Johannesgasterveenpolder, die ook de belastingen hief.